# Hans Kemmer

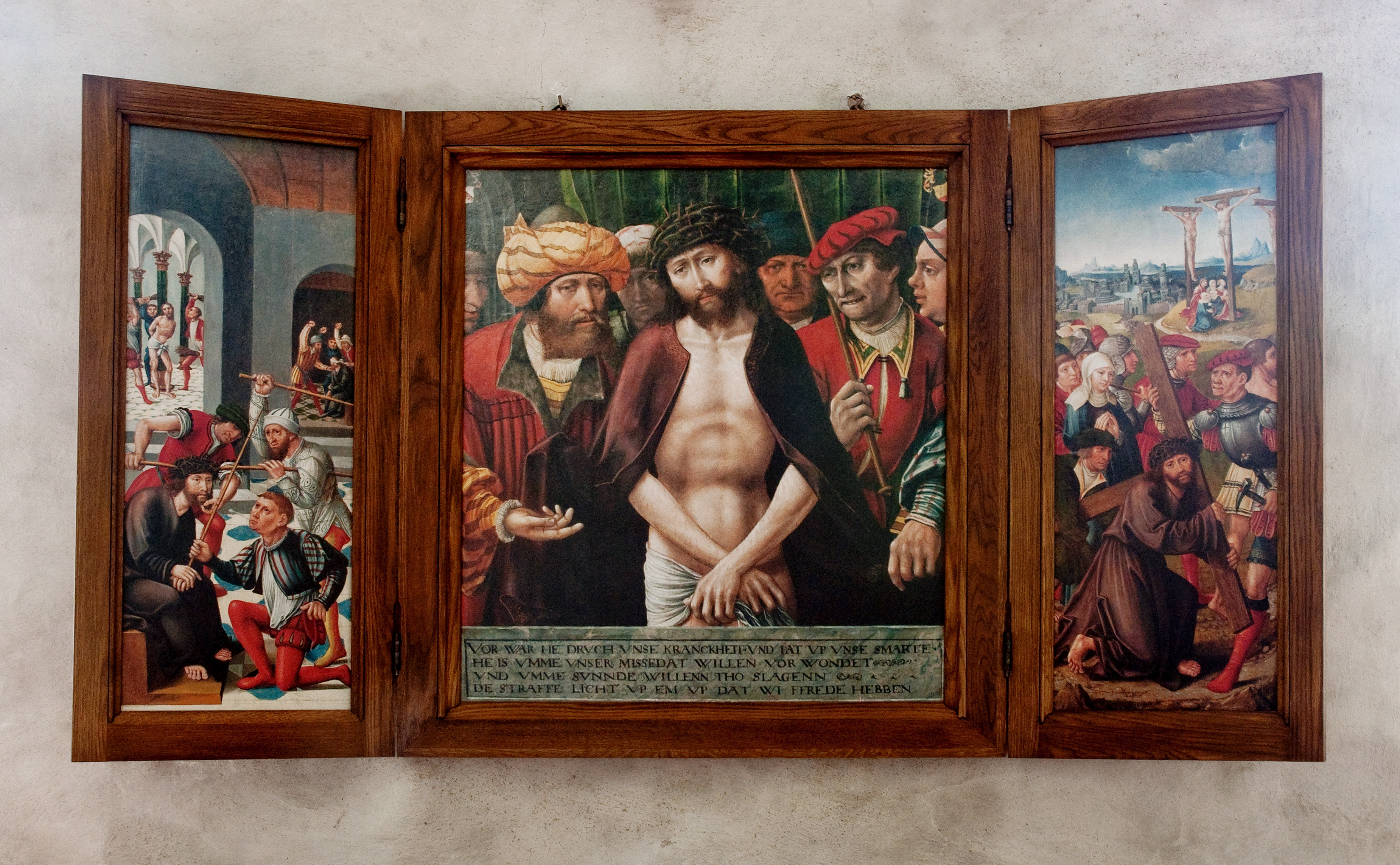
Altartavla i Bärbo kyrka.

Hans Kemmer, född 1495 i Lübeck, död där 1561, var en tysk renässansmålare. Han utbildades hos Lucas Cranach den äldre i Wittenberg. År 1522 återvände han till sin hemstad och verkar ha arbetat där under hela sitt liv.
Ett av hans verk, en altartavla i form av en triptyk, finns i Bärbo kyrka utanför Nyköping.